# Sean Draper
Sean Draper (Cleveland, 14 giugno 1994) è un ex giocatore di football americano statunitense che ha giocato come defensive back.
Dopo aver giocato per la squadra universitaria degli Iowa Hawkeyes ha firmato nel 2016 con i giapponesi Elecom Kōbe Fines. Nel 2021 ha giocato per i Tokyo Gas Creators e nel 2022 per gli Obic Seagulls.